# Confessione di fede di Philadelphia
La Confessione di fede di Filadelfia è identica alla Confessione di fede battista del 1689 se non che ad essa sono stati aggiunti i capitoli 23 e 31 (con relativa rinumerazione). Questa confessione è stata pubblicata dalla Associazione battista di Filadelfia nel 1742.

## Origine
Trovando le proprie origini fra i battisti particolari dell'Inghilterra, nel continente americano quelli che verranno conosciuti come regular Baptists, cioè battisti sottoposti ad una precisa regola dottrinale, acquistano una notevole forza nella valle del Delaware. Nel 1707 si muovono verso la formazione di una denominazione battista, la Philadelphia Baptist Association, riuscendo laddove i loro fratelli inglesi avevano fallito, cioè nell'associarsi stabilmente. Anche se il nome non lo dava ad intendere, si trattava di un'autentica associazione a carattere nazionale, comprendendo chiese locali che si estendevano dalla Carolina del Nord Al Maine, portando il loro contributo come chiese confessionali, associate (l'idea che le chiese locali avessero il dovere di associarsi fra di loro in organizzazioni che promuovono uno scopo comune) e di chiara matrice teologica calvinista. Saranno a loro volta promotrici di associazioni simili nel sud degli Stati Uniti, come la Charleston Baptist Association del 1751 persuadendo a portare nel loro ambito battisti di tendenza arminiana.
Eredi e continuatori moderni di questa tradizione sono, negli U.S.A. i "Regular Baptists" e i "Primitive Baptists" ("Battisti della vecchia scuola").

## Aggiunte alla Confessione del 1689
Il testo (qui in traduzione italiana) dei due capitoli aggiunti recita così: